# Nikołaj Biespałow
Nikołaj Nikołajewicz Biespałow (ros. Николай Николаевич Беспалов, ur. 16 kwietnia 1906 we wsi Siwcowo w guberni niżnonowogrodzkiej, zm. 7 czerwca 1980 w Moskwie) – radziecki polityk.

## Życiorys
Od 1924 kierował klubem komsomolskim, w 1925 został członkiem WKP(b), studiował w Instytucie Czerwonej Profesury. Był dyrektorem teatru, lektorem powiatowego komitetu partyjnego, przewodniczącym powiatowego i następnie okręgowego oddziału związku zawodowego pracowników oświaty, w 1938 został instruktorem Wydziału Kierowniczych Organów Partyjnych KC WKP(b), następnie zastępcą przewodniczącego Komitetu ds. Sztuk przy Radzie Komisarzy Ludowych ZSRR. W latach 1938–1946 był szefem Zarządu ds. Sztuk przy Radzie Komisarzy Ludowych RFSRR, 1946-1948 przewodniczącym Komitetu ds. Sztuk przy Radzie Ministrów RFSRR, od marca 1948 do kwietnia 1951 zastępcą przewodniczącego, a od 24 kwietnia 1951 do 15 marca 1953 przewodniczącym Komitetu ds. Sztuk przy Radzie Ministrów ZSRR. Ze sztuki w ZSRR uczynił instrument polityki partii komunistycznej, był jednym z głównych realizatorów narzucania sztuce socrealizmu i skrajnie silnej degradacji sztuki radzieckiej. Od marca 1953 do 1954 był zastępcą ministra kultury ZSRR, a od 14 kwietnia 1954 do 13 czerwca 1958 wicepremierem RFSRR. Otrzymał Order Czerwonego Sztandaru Pracy.